# Ignazio Silone
Ignazio Silone, pseudonimo di Secondino Tranquilli (Pescina, 1º maggio 1900 – Ginevra, 22 agosto 1978), è stato uno scrittore, giornalista, politico, saggista e drammaturgo italiano.
Annoverato tra gli intellettuali italiani più conosciuti e letti in Europa e nel mondo, il suo romanzo più celebre, Fontamara, emblematico per la denuncia della condizione di povertà, ingiustizia e oppressione sociale delle classi subalterne, è stato tradotto in innumerevoli lingue; tra il 1946 e il 1963 ha ricevuto dieci candidature al premio Nobel per la letteratura.
Per molti anni esule antifascista all'estero, ha partecipato attivamente e in varie fasi alla vita politica italiana, animando la vita culturale del Paese nel dopoguerra: tra i fondatori del Partito Comunista d'Italia, ne viene in seguito espulso per la sua dissidenza con la linea stalinista; si sposta dunque su posizioni affini al socialismo democratico. La rottura con il Partito Comunista Italiano, negli anni del secondo dopoguerra, lo porterà a essere spesso osteggiato dalla critica italiana e solo tardivamente riabilitato, mentre all'estero è stato sempre particolarmente apprezzato.

## Biografia

### Infanzia nella Marsica
(Ignazio Silone)

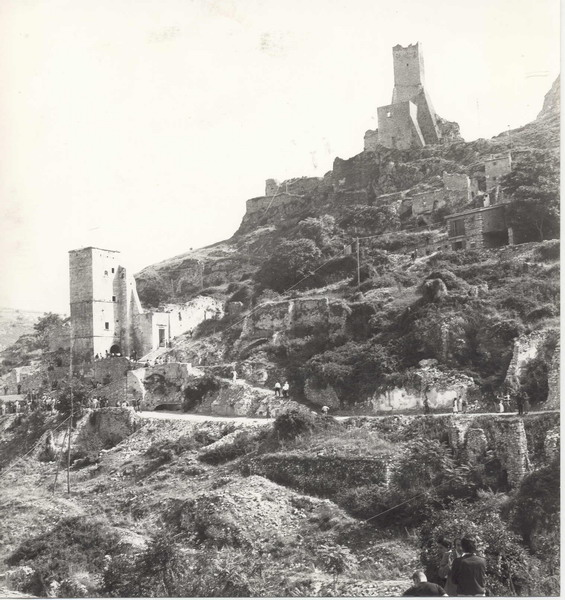
Veduta di Pescina dopo il sisma del 1915

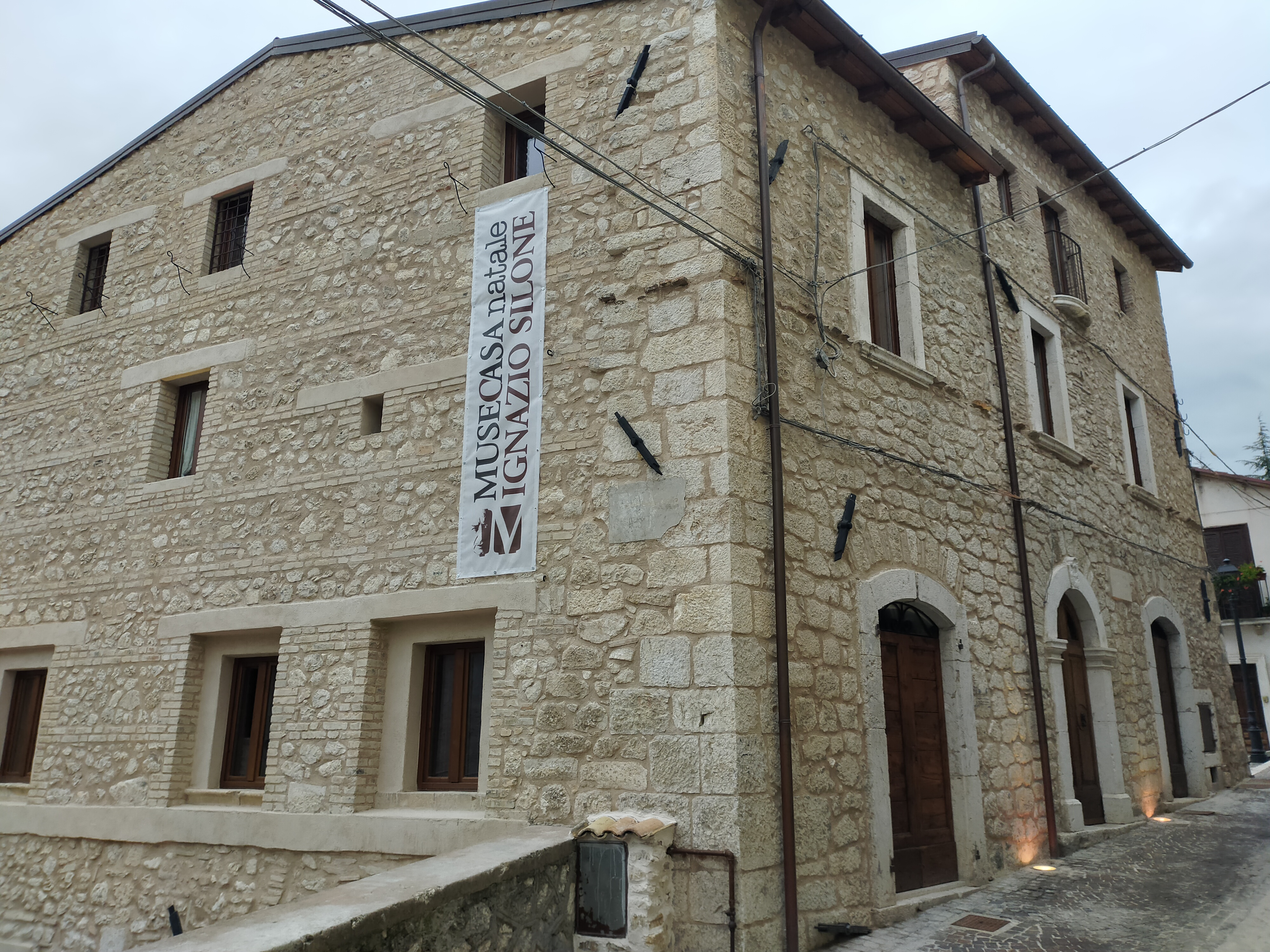
La casa natale divenuta casa museo

Figlio di Paolo, piccolo proprietario contadino ed ex-emigrante in Brasile e di Marianna Delli Quadri, tessitrice, Ignazio trascorre l'infanzia nel paese natale abruzzese di Pescina, nella Marsica (è molto probabile che il cognome acquisito Silone affondi le proprie radici nell'antichità del popolo dei Marsi, considerata la memoria di personaggi antichi come Quinto Poppedio Silone, condottiero marso).
Alla morte del padre (1911), il primogenito Domenico assume il  compito di sostituirlo nel lavoro dei campi, mentre la madre lavora come tessitrice e il piccolo Secondino inizia gli studi ginnasiali nel locale Seminario diocesano. Interrompe presto gli studi a causa delle condizioni disagiate della famiglia.
Il 13 gennaio 1915 la Marsica è messa in ginocchio dal terremoto di Avezzano che provoca nel solo paese natìo dello scrittore oltre 3 500 vittime; muoiono sotto le macerie la madre e altri numerosi familiari; Secondino riesce a salvarsi con il fratello Romolo, il più piccolo della famiglia. Il dramma personale del non ancora quindicenne Silone lo segnerà per tutta la vita e trasparirà anche nella sua produzione letteraria, come ricorda Richard W. B. Lewis: «Il ricordo del terremoto erompe dalle sue pagine con lo stesso significato che per Dostoevskij ebbe l'esperienza di scampare all'ultimo minuto dall'esecuzione capitale».
Così scrive al fratello, alcuni mesi dopo il sisma, di ritorno dal Seminario di Chieti (dove studiava) al paese natale distrutto:

### Incontro con Don Orione
Nei drammatici giorni che seguono il sisma, i due fratelli Tranquilli vengono affidati alle cure della nonna materna Vincenza. Questa riesce ad ottenere per il maggiore l'assistenza del Patronato Regina Elena e il successivo trasferimento in un collegio romano nei pressi del cimitero del Verano. Silone ne fugge dopo poco tempo e per tale motivo ne viene espulso.

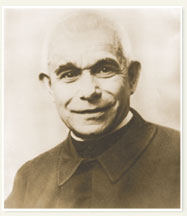
Don Orione

Un prete si era speso molto per i disastrati del terremoto e concede asilo a Silone e al suo amico Mauro Amiconi, destinando i due giovani presso un collegio di Sanremo; il sacerdote si chiama don Luigi Orione e da quel momento avrà sempre un occhio benevolo per i due fratelli.
Così Silone ricorderà più avanti l'incontro con quello che definì «uno strano prete»:
L'anno successivo, da Sanremo, il giovane Silone viene trasferito nel collegio San Prospero di Reggio Calabria, anch'esso gestito da don Orione, a causa di problemi di  salute e anche per il suo carattere irrequieto e insofferente alla disciplina.
Durante i suoi frequenti ritorni a Pescina, Silone inizia a partecipare attivamente alle vicende del paese, la cui popolazione è afflitta dai problemi sociali, accentuatisi nel post-terremoto; in una delle piccole "rivoluzioni" che si consumano nel paese marsicano e a cui lo scrittore prende parte (una sorta di lotta contro i locali Carabinieri venuti a trarre in arresto tre soldati in licenza per questioni di gelosia), Silone rimedia un processo e una condanna a mille lire di ammenda.
Frattanto non si interrompe il rapporto con il sacerdote (che nel frattempo si occupa anche del fratello minore Romolo destinandolo al collegio di Tortona) con il quale Silone intrattiene un costante rapporto epistolare.

### Prime esperienze politiche
Dopo aver appreso alcune notizie circa ruberie e malversazioni da parte delle autorità che avevano colpito alcuni paesi della Marsica nel periodo del dopo-terremoto, Silone prende le difese di quei cafoni (che descriverà con passione nel suo capolavoro letterario) e decide di inviare una dettagliata denuncia all'Avanti!, tramite tre lettere pubblicate sul "foglio" socialista. Esse non producono gli effetti sperati.
Si iscrive quindi alla Lega dei Contadini. A alla fine del 1917, la sua scelta politica può dirsi compiuta con l'abbandono degli studi e del paese natale per recarsi a Roma, dove si iscrive alla Unione Giovanile Socialista, aderendo alle idee propugnate durante la Conferenza di Zimmerwald (1915).

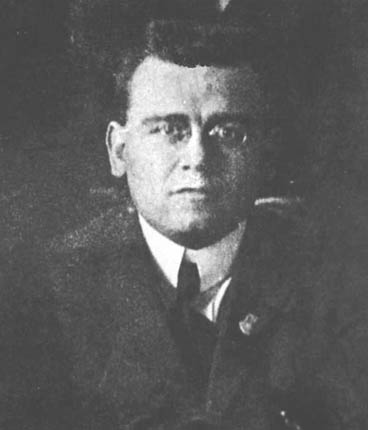
Bordiga, uno dei fondatori del Partito Comunista Italiano, cui Silone fu molto vicino

Si avvicina alla politica quando il Partito Socialista Italiano è diviso tra riformisti e rivoluzionari (questi ultimi avevano trovato il loro punto di riferimento nel bolscevismo della Rivoluzione russa del 1917). Silone si inserisce in una posizione vicina a quella della corrente di sinistra, allineato alle posizioni dei suoi due esponenti principali, Amadeo Bordiga e Antonio Gramsci.

### Silone e il Partito Comunista
Nel 1919 diviene segretario dell'Unione Socialista romana e viene successivamente schedato dalla questura come sovversivo. Il 15 gennaio 1921 è uno degli oratori, a nome dei giovani socialisti, al XVII Congresso del partito che si tiene al Teatro Goldoni di Livorno. Tale congresso sancisce la spaccatura del partito, con la conseguente convocazione di un congresso costitutivo di un nuovo partito, guidato da Gramsci e Bordiga, in cui Silone entra tra i fondatori: il Partito Comunista d'Italia.
Partecipa come delegato del partito al congresso della Terza Internazionale che si tiene a Mosca ed è lì che conosce Lenin. Ne ricava impressioni che si manterranno a lungo nella sua memoria; dell'incontro con il rivoluzionario russo, dirà quasi cinquant'anni dopo:
Silone rimase anche subito deluso dall'incapacità di dialogo dei bolscevichi (Lenin compreso) saliti al potere, appena ebbe modo, a Mosca, di conoscerli da vicino:
Entra nelle simpatie di Bordiga che gli affida sovente incarichi esterni, come il controllo dei congressi locali del partito, su cui Silone stende puntuali relazioni e inizia a eseguire per conto del partito molte missioni politiche all'estero.
Nel periodo in cui il fascismo inizia la sua scalata al potere (1922), Silone è a Trieste, impiegato nella redazione de Il Lavoratore. Il giornale, per la sua propaganda politica comunista, viene più volte sottoposto a minacce e attentati da parte dei fascisti. A Trieste ha un rapporto sentimentale con Gabriella Seidenfeld, ebrea fiumana di origine ungherese conosciuta un anno prima durante uno dei suoi frequenti viaggi politici all'estero. Alla fine dell'anno, in seguito all'opera repressiva sempre più intensa, che colpisce tra i tanti, anche il suo giornale, Silone viene arrestato.
Uscito di prigione, col nome di battaglia di "Romano Simone" parte per Berlino, dove si rifugiano numerosi esuli politici in fuga dall'ondata di arresti che, in quei primi mesi del 1923, colpisce duramente l'organizzazione comunista.  Subito dopo, l'Internazionale Giovanile lo invia in missione in Spagna, dove Silone fa il corrispondente di un giornale dei comunisti francesi e in seguito di un foglio di comunisti catalani di Barcellona. La sua sovraesposizione non gli consente una più lunga permanenza e riesce a evitare in extremis un arresto, grazie ai buoni uffici di una suora. Non va bene invece alla sua Gabriella, che deve subire un periodo di detenzione a Madrid.
Vive per un periodo a Parigi, dove diviene redattore del giornale La Riscossa. Vi ritrova la compagnia di Gabriella.  A causa della sua intensa attività politica, viene notato dalla polizia francese, arrestato ed estradato in Italia all'inizio del 1925.
Ignazio non amerà mai molto ricordare i fatti tragici di cui fu protagonista il suo Romolo. Dirà più tardi la moglie dello scrittore Darina: «A Zurigo dove lo conobbi, mi aveva raccontato un po' alla volta la tragica storia di suo fratello: senza dettagli e senza emozione. Dovevo ascoltarlo in silenzio: la minima parola mia gli faceva subito cambiare argomento».
Controllato dalla polizia, si rifugia a Pescina dove conduce una vita ritirata, seppure  densa di contatti con il partito.  Inizia ad avvicinarsi alle posizioni filo-moscovite di Gramsci. Comincia a lavorare per il partito, voluto proprio da Gramsci, con incarichi alla Commissione stampa e propaganda.
Nel periodo che segue la morte di Lenin, e dopo un nuovo soggiorno a Mosca, Silone prende sempre più atto con orrore del regime totalitario che Stalin sta instaurando in Russia.  Scriverà più tardi in Uscita di sicurezza, che in quel regime ogni divergenza di opinione col gruppo dirigente «era destinata a concludersi con l'annientamento fisico da parte dello stato».
Nel 1926, in seguito al giro di vite del regime fascista, il Partito Comunista entra nella clandestinità, trasferendo la segreteria politica a Sturla. Vi si trasferisce anche Silone, con Camilla Ravera e altri esponenti del partito. Silone prende alloggio in un edificio da lui ribattezzato "la casa dell'ortolano" (per l'orto incolto antistante che funge da copertura) e da dove inizia a occuparsi di far stampare l'Unità e di tenere i contatti con le organizzazioni di base.
Nel maggio del 1927 viene inviato come delegato all'VIII Plenum dell'Internazionale e si reca a Mosca con Palmiro Togliatti. Da questa nuova esperienza russa esce amareggiato, sia per il malanimo serpeggiante contro la delegazione italiana, sia per la piega che prende il congresso che decreta l'espulsione di Grigorij Zinov'ev, critico verso lo stalinismo, cui seguirà qualche tempo dopo quella più clamorosa di Lev Trotsky.
L'arresto del fratello Romolo (1928) e la sua odissea in carcere (vedi nota a lato) segnano Silone: egli  negherà anche negli anni successivi che il fratello si sia mai iscritto al Partito Comunista, nonostante le conferme di Romolo stesso e di altre testimonianze accreditate.
Intanto il centro estero del partito si trasferisce in Svizzera e Silone sceglie l'esilio prima a Lugano e successivamente nella più sicura Basilea; dalla Svizzera ritorna più volte  in Italia, dove rischia  l'arresto, riuscendo sempre a cavarsela, in un'occasione anche grazie al provvidenziale intervento di don Orione.
Dopo l'espulsione di Angelo Tasca dal partito, colpevole di aver sposato una linea eccessivamente anti-stalinista, e la successiva frattura del gruppo dirigente con i "dissidenti" Pietro Tresso, Alfonso Leonetti e Paolo Ravazzoli che contrastano la pragmatica linea togliattiana ormai ripiegata su quella di Stalin, Silone è sospettato di aver sposato le posizioni del "gruppo dei tre". Dopo la vittoria di Stalin a Mosca il 9 giugno 1930, i tre vengono espulsi dal partito. Poco dopo tocca a Silone, che apprende la notizia della sua espulsione il 4 luglio 1931 tramite un comunicato del Partito comunista svizzero, mentre si trova nel sanatorio di Davos per curare la tisi che lo tormenta da anni. Indro Montanelli ha ricostruito come segue i passaggi di questa vicenda:
Amareggiato e disgustato ormai dalla politica, Silone rinuncia praticamente a difendersi dalle accuse che gli vengono mosse, tra le quali quella di essere un trotskista. Conclude così la sua associazione al Partito Comunista. Spiegherà poi:
Nel 1990 il PCI, nell'ambito del percorso che l'avrebbe portato a trasformarsi nel Partito Democratico della Sinistra, rivalutò la figura di Silone.

### Successo letterario

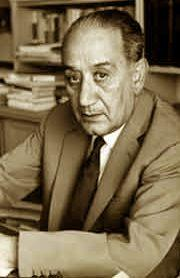
Silone

Inizia per Silone un periodo estremamente difficile. Espulso dal partito a cui aveva dedicato molti anni, gravemente malato, in esilio e costretto a nascondersi, senza risorse economiche – aggravato dal fatto che il partito aveva interrotto ogni sostegno – e profondamente segnato dal dramma personale del fratello, si trova in uno stato di grande prostrazione. Tuttavia, riesce a intravedere una possibilità di riscatto: nella letteratura..
Nel biennio 1929-1930 Silone soggiorna in Svizzera, prima a Davos e poi ad Ascona. Nel 1931 trascorre gran parte dell’anno tra Davos e la residenza di Comologno, “La Barca”, dove è ospitato – come altri esuli antifascisti – nella casa dell’avvocato Vladimir Rosenbaum e della sua compagna, Aline Valangin, pianista, traduttrice e scrittrice, entrambi antifascisti svizzeri.  Durante questi mesi Silone scrive, in breve tempo, il suo capolavoro letterario: Fontamara. Il romanzo prende il nome da un paese immaginario dell’Abruzzo, ispirato ai luoghi della sua infanzia a Pescina. Racconta la storia di un gruppo di contadini poveri, i “cafoni”, che si ribellano contro i potenti dopo che un corso d’acqua, fondamentale per irrigare le loro terre, viene deviato. Fontamara, destinato a diventare uno dei casi letterari del Novecento, viene pubblicato solo nel 1933 a Zurigo. In quegli anni Silone si trasferisce nella città svizzera, dove entra in contatto con un vivace ambiente culturale animato anche dalla presenza di numerosi rifugiati politici, tra cui spiccano figure importanti del mondo dell’arte, della letteratura e del pensiero. Così lo scrittore sulla genesi del romanzo:
(Uscita di sicurezza.)
Dal 1932 al 1934 Silone dirige Information, una rivista in lingua tedesca da lui fondata.  Attorno  a questa pubblicazione riesce a riunire oltre settanta autorevoli figure del mondo della letteratura e dell'arte. Questo ambiente gli permette anche di avvicinarsi alle nuove tendenze dell'architettura e del design d'avanguardia, grazie ai contai stabiliti con gli artisti legati al movimento della Bauhaus.
Nel periodo del suo soggiorno zurighese (che si protrarrà sino a dopo la fine del conflitto bellico), Silone è molto attivo sul fronte culturale collaborando con una piccola casa editrice (Le nuove Edizioni di Capolago) che pubblica principalmente scritti di autori emigrati; intreccia una breve ma intensa relazione con la scrittrice e psicanalista Aline Valangin, che lo aiuta molto con le sue conoscenze nella pubblicazione del suo romanzo, mentre nel frattempo si era andata affievolendo quella con Gabriella Seidenfeld cui, tuttavia rimarrà molto legato anche dopo la rottura sentimentale.
Nel 1934 esce Il fascismo. Origini e sviluppo (titolo originale in lingua tedesca, Der Faschismus), un saggio politico e l'anno seguente Un viaggio a Parigi, raccolta di racconti di stampo satirico scritti per un giornale svizzero.
Nel 1936 è la volta del romanzo Pane e vino (che diventerà nella versione successiva pubblicata da Arnoldo Mondadori Editore nel 1955, Vino e pane), pubblicato a Zurigo l'anno successivo, in cui lo scrittore presenta una vicenda fortemente emblematica che ha numerosi punti di contatto autobiografici (il comunista Pietro Spina che rientra in Italia per scatenare una sollevazione dei contadini marsicani contro i fascisti).

Numerosi, come erano stati del resto per Fontamara, sono gli elogi tributati a Silone anche per questo romanzo, ovviamente di intellettuali stranieri tra i quali spiccano Thomas Mann e Albert Camus; quest'ultimo recensisce così l'ultimo romanzo siloniano:
Grazie al nuovo successo letterario Silone diviene ormai stabilmente intellettuale di primissimo piano nella vita culturale europea e, in particolare animatore di quella svizzera; incrementa la sua attività di denuncia sia contro il regime mussoliniano sia contro quello staliniano sovietico, arrivando per quest'ultimo a parlare di "fascismo rosso", insofferente com'è, per carattere e formazione, ai dogmi ideologici dominanti e spinto dalla sua fede autentica per la libertà e per la vera giustizia.
Viene invitato, in questi anni, a collaborare con importanti riviste politiche ma Silone, ancora toccato dall'esperienza dell'uscita dal partito, non accetta né la proposta di Carlo Rosselli a scrivere sulla rivista del suo movimento Giustizia e libertà e a cui risponde di essere «uno che è fuori da ogni organizzazione e fuori vuole restare», né, più tardi all'invito rivoltogli dagli intellettuali tedeschi filo-sovietici di Das Wort, rivista diretta da Bertolt Brecht.
È anche dalle considerazioni sul "fascismo rosso" che scaturisce il suo nuovo saggio La scuola dei dittatori, anomalo nella struttura narrativa (è infatti un dialogo fra tre personaggi, con un'impronta fortemente ironica e sarcastica) che viene pubblicato in tedesco nel 1938 e che è subito tradotto in Inghilterra e negli Stati Uniti, risentendo però molto in termini di diffusione per la mancata edizione francese e per le proibizioni in Germania, in Austria, oltre che, ovviamente in Italia dove approderà solo nel 1962, pubblicato da Arnoldo Mondadori Editore.
Pure del 1938 è uno scritto pubblicato a Londra (solo nel 1949 stampato in Italia dalla rivista Il Ponte con il titolo di Nuovo incontro con Giuseppe Mazzini) in cui Silone pone l'accento su alcuni aspetti peculiari del pensiero mazziniano ai quali sovente darà forma nei suoi romanzi e nei suoi scritti.
L'anno seguente Silone si riavvicina, per la prima volta dopo la traumatica uscita dal Partito Comunista, alla politica, sebbene soltanto sotto forma di considerazioni scaturite in un'intervista concessa a una rivista della sinistra radicale americana; per Silone è necessario ripartire da un socialismo più autentico per poter costruire la cosiddetta "terza via", in antitesi alle democrazie e ai fascismi dell'epoca.
Dopo un mandato di cattura con richiesta di estradizione al governo elvetico fatta pervenire dall'Italia, sebbene non andata a buon fine per il diniego svizzero che impone allo scrittore solo un divieto di esercitare propaganda politica, Silone anche in concomitanza con l'entrata in guerra del suo Paese, entra a far parte del Centro Estero del Partito Socialista, diventandone segretario col nome clandestino di "Sormani".

### Anni della guerra

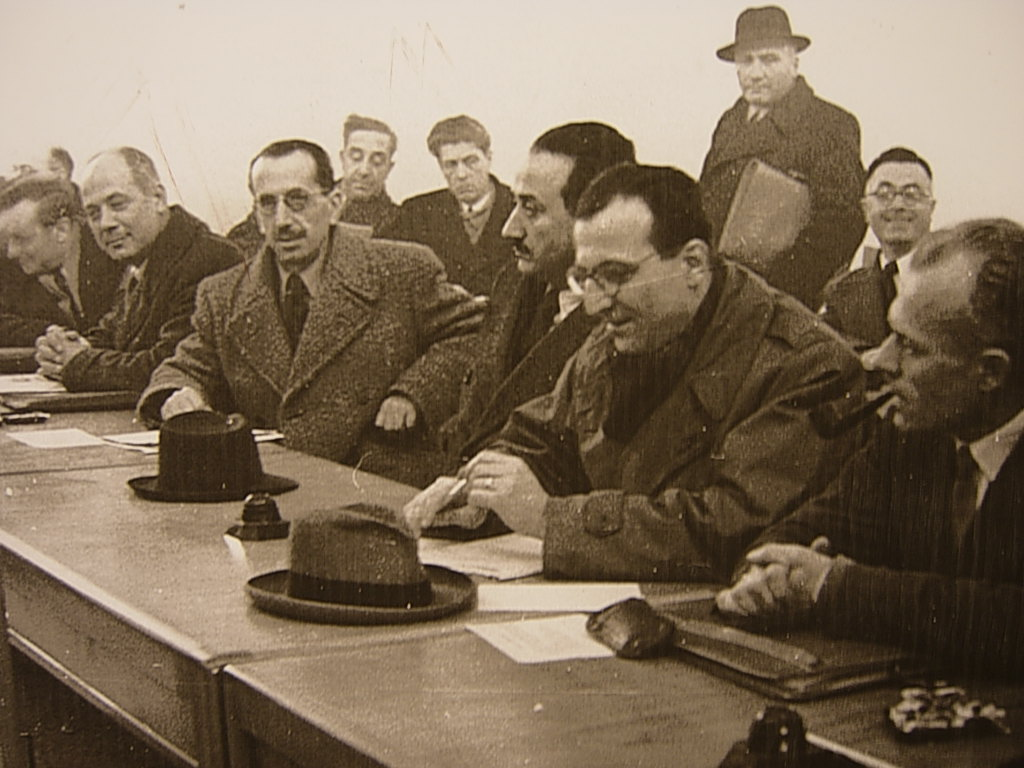
Silone con Ivan Matteo Lombardo e Sandro Pertini al XXIV Congresso del PSI (PSIUP) di Firenze del 1946

Nel 1941 esce in tedesco Il seme sotto la neve, poi pubblicato l'anno seguente dalle "Nuove Edizioni di Capolago" a Lugano, in lingua italiana, nonostante i tentativi del governo elvetico, su pressioni della Legazione italiana a Berna, di sottoporre il romanzo a tagli censori. La vicenda narrata sembra essere la naturale prosecuzione di Pane e vino e il romanzo frutta a Silone giudizi estremamente lusinghieri, soprattutto dalla stampa e dalla critica letteraria straniera.
Nel dicembre dello stesso anno Silone conosce a Zurigo Darina Laracy, giovane corrispondente irlandese del New York Herald Tribune; dal primo incontro avvenuto in una nota biblioteca della città svizzera, passando per la successiva frequentazione sino alle nozze celebrate a Roma quattro anni più tardi, Darina resterà compagna inseparabile di Silone sino alla morte di lui.
Nel 1942 a una conferenza dal titolo Situazione degli ex, Silone illustra le sue idee a un folto gruppo di esponenti politici svizzeri e tedeschi, attaccando il marxismo la cui involuzione dogmatica è, per lo scrittore, «una delle tragedie della nostra epoca», riscoprendo l'eredità cristiana e auspicando il federalismo per l'Europa alla fine del conflitto; parla inoltre del cosiddetto "Terzo Fronte" che si contrappone sia al fascismo sia all'ingerenza delle democrazie alleate, lanciando l'omonima testata di una rivista che assume come parola d'ordine la formula gandhiana della "disobbedienza civile". Redige inoltre Il manifesto per la disubbidienza civile, pubblicato sul foglio "Il Terzo Fronte. Organo del Partito Socialista Italiano".
A causa del suo eccessivo esporsi le autorità elvetiche dispongono il suo arresto, avvenuto il 14 dicembre 1942 con l'accusa di "illecito svolgimento di attività politica", ma il provvedimento di espulsione emesso in seguito alla richiesta di estradizione inoltrata dal governo italiano non verrà mai eseguito; Silone infatti viene prima internato per motivi di salute a Davos, quindi a Baden, dove resterà sino alla fine della sua permanenza in Svizzera.
È del 1944 la riduzione teatrale di Pane e Vino e prende il titolo di Ed egli si nascose pubblicato prima in tedesco e quindi in inglese grazie alla traduzione di Darina; in Italia il dramma appare solo l'anno successivo pubblicato dalla Editrice Documento.
Dal 1º febbraio 1944 diventa direttore della nuova edizione della rivista l'Avvenire dei lavoratori, vecchio foglio di Zurigo, uscito in veste rinnovata e che Silone anima con interessanti dibattiti culturali, scrivendo gran parte degli articoli e scegliendo i temi da trattare; parallelamente collabora con un'altra rivista, Libera Stampa, giornale d'ispirazione socialista del Canton Ticino.

### Ritorno in patria
Il 13 ottobre 1944 Silone rientra in Italia, dopo anni di esilio, atterrando con un piccolo aereo militare americano all'aeroporto di Capodichino di Napoli; trascorre la notte a Caserta e il giorno dopo è a Roma dove si vede con Pietro Nenni. Così il leader socialista annoterà nel suo diario, ricordando l'incontro:
Dopo la Liberazione e il difficile ritorno del Paese alla normalità post-bellica, lo scrittore pescinese inizia la sua attività culturale anche in Italia, mostrando subito alcuni lati del suo anticonformismo, prendendo posizione contro l'antifascismo di facciata e manifestando la sua contrarietà a ogni epurazione (a tal proposito pubblica sull'Avanti! un articolo dall'eloquente titolo Superare l'antifascismo).
Per Silone la politica è indissociabile dalla cultura e le sue analisi acute e profonde si manifestano sia in saggi pubblicati su varie riviste, sia anche attraverso la partecipazione attiva a interessanti iniziative culturali (è presidente dell'Associazione Nazionale "Amici dell'Università" e fonda con la moglie il "Teatro del Popolo").
Nel dicembre 1945 Silone è nominato direttore dell'edizione romana dell'Avanti!, dopo aver sottoscritto, assieme a Sandro Pertini, la mozione vincitrice del primo congresso socialista; manterrà l'incarico sino all'estate dell'anno successivo. Viene quindi invitato a Londra assieme a Nenni, dal Partito Laburista per le discussioni informali sul trattato di pace; qui conosce George Orwell con cui si incontra più volte.
Nel 1946 fonda e dirige il periodico (prima quindicinale, poi trasformato in settimanale) Europa socialista, al quale dedica notevoli energie e larga parte del suo tempo, tanto da vedersi costretto a rinunciare all'incarico di ambasciatore italiano a Parigi. La linea editoriale che Silone dà al periodico, riprendendo di fatto la battaglia politica e culturale condotta con l'Avvenire dei Lavoratori, si prefigge principalmente di rivendicare l'autonomia socialista dal PCI, di analizzare il rapporto tra politica e cultura e di lanciare il tema dell'unità europea.
Nel 1946 è eletto con 15.000 preferenze all'Assemblea Costituente nelle liste del Partito Socialista.

### Impegno politico e culturale
Prende parte alla "battaglia" politica all'interno del Partito Socialista, di cui fa parte, muovendosi sul piano della contestazione alla linea affine al PCI e per rivendicare l'autonomia socialista; innovative per l'epoca sono anche le sue posizioni di apertura verso la Chiesa: nel 1948 si schiera contro il Fronte popolare voluto da Nenni e l'insuccesso elettorale dei socialisti gli dà ragione. Sono le premesse della sua nuova delusione politica che maturerà nella breve esperienza del Partito Socialista Unitario fondato nel dicembre 1949, dalla confluenza della corrente autonomista del PSI di Giuseppe Romita, con la corrente di sinistra del Partito Socialista dei Lavoratori Italiani (PSLI). Sempre nel 1948 aveva sottoscritto, assieme a numerosi altri intellettuali e uomini di cultura, il manifesto Europa cultura e libertà.
Intanto, per la prima volta la critica italiana sembra iniziare ad accorgersi del valore dello scrittore abruzzese, apprezzatissimo all'estero, ma ancora poco valutato in patria; significativo è il giudizio di Geno Pampaloni che afferma, agli inizi del 1949:
Nello stesso anno Fontamara esce sulla grande scena editoriale, pubblicato da Arnoldo Mondadori Editore, cui Silone era approdato e con cui rimarrà legato sino alla fine della sua produzione letteraria, seguito dalla seconda edizione de Il seme sotto la neve e dal suo primo romanzo del dopoguerra.
Il nuovo romanzo, Una manciata di more, uscito nel 1952, è un vero e proprio atto d'accusa al gruppo dirigente comunista che per Silone appare ormai fagocitato nell'orbita sovietica avendo perso ogni contatto con i problemi reali della classe operaia. Mentre all'estero, come ormai di consueto, numerose sono le critiche positive che accolgono l'uscita del romanzo (che verrà tradotto in oltre dieci lingue), in Italia, come era prevedibile scoppiano le polemiche; duri attacchi vengono riservati allo scrittore dalle colonne dell'Unità, di Rinascita e dell'Avanti!, cui seguiranno le altrettanto dure schermaglie verbali fra lo scrittore e Togliatti.
Nel 1953, in un clima politico animato da un dibattito interno e internazionale piuttosto rovente, Silone è convinto da Giuseppe Saragat a candidarsi alle elezioni politiche nelle liste del PSDI, ricavandone un insuccesso personale; primo dei non eletti nella XX circoscrizione (L'Aquila, Chieti, Pescara, Teramo), ottiene appena 320 voti nella sua Pescina. Da quel momento si allontana in modo definitivo dalla politica attiva.
È presidente della giuria alla Mostra del cinema di Venezia del 1954 e l'impegno appassionato nell'Associazione per la libertà della cultura di cui lo scrittore abruzzese è uno dei principali animatori e dai cui soci viene soprannominato col termine gandhiano di mahatma (grande anima) lo porta a frequenti viaggi all'estero, durante i quali partecipa a conferenze e dibattiti assieme a personalità come Jean-Paul Sartre (cui Silone era in quel momento vicino, così ancor maggiormente alle idee di Simone Weil).
Dopo l'uscita della nuova edizione di Vino e pane, rimaneggiata e ampliata, secondo la consuetudine propria di Silone, di riadattare alcune sue opere con revisioni e aggiornamenti, fonda con Nicola Chiaromonte la rivista Tempo presente (aprile 1956), rispondendo alla necessità di portare in stampa un foglio culturale slegato dagli apparati dei partiti e indipendente dalle pressioni politiche e ideologiche. La rivista verrà considerata dalla storica e giornalista inglese Francis Stonor Saunders (in La guerra fredda culturale. La Cia e il mondo delle lettere e delle arti), destinataria di finanziamenti della CIA attraverso l'Associazione per la libertà della cultura, sebbene lo stesso Silone dichiarerà di esserne all'oscuro e di aver appreso la provenienza dei fondi solo nel 1967.
In seguito alla Rivoluzione ungherese del 1956, simpatizza per i rivoltosi di Budapest dirigendo il giornale magiaro d'Italia Olaszorszagi Magyar Ujsag e pubblica sul giornale francese L'Express, nel dicembre 1956, il saggio La lezione di Budapest, in cui, tra l'altro, attacca duramente l'atteggiamento di Togliatti che per lo scrittore nei confronti dei fatti ungheresi ha dimostrato di essere:
Prende parte attivamente, sempre nel 1956, alla battaglia di opinione in favore del sociologo triestino Danilo Dolci, schieratosi al fianco dei contadini a Partinico e ivi arrestato pretestuosamente.
Spunti autobiografici e impianto scenico ancora una volta "abruzzese" caratterizzano il nuovo romanzo dello scrittore che vede le stampe nel 1956: Il segreto di Luca. In aggiunta a questi temi, ormai classici nella narrativa siloniana, va segnalato per questo romanzo un approccio diverso, se non altro per la presenza di una storia d'amore, tematica sinora estranea alla produzione letteraria dell'ex-esule.
Partecipando a Rodi, dal 6 all'11 ottobre 1958 a un importante seminario dal titolo Governi rappresentativi e libertà pubbliche nei nuovi stati incentrato su temi di politica internazionale, ma dal cui pulpito lo scrittore lancia un segnale alla politica italiana, Silone inizia la sua "battaglia" ideale contro i partiti e la politicizzazione dell'intera vita pubblica nazionale.

### "Cristiano senza chiesa"
Con una lucidità di analisi in grado di precorrere i tempi, Silone inizia a parlare già in quegli anni di regime partitocratico, affermando che «dato che il vero centro del potere reale è fuori dal parlamento, negli Esecutivi dei partiti, sarebbe più esatto dire che noi viviamo in un regime di partitocrazia». Dalla polemica contro gli apparati dei partiti, prende le mosse, sfociando in una dura presa di posizione nel corso della riunione Amici del mondo del 1959 tenuta in occasione del trentennale del Concordato, l'analisi delle intromissioni della Chiesa nella vita politica italiana che esercita per Silone un decisivo controllo sul principale partito italiano, la DC.
Come si era dimostrato "socialista senza partito", così Silone manifesta la sua insofferenze per le gerarchie ecclesiastiche, autodefinendosi anche "cristiano senza chiesa"; fautore di un cristianesimo capace di ripercorrere la sua storia per tornare alla purezza del messaggio evangelico delle origini, l'intellettuale abruzzese matura, già negli ultimi anni cinquanta le sue convinzioni che lo porteranno a scrivere alla fine del decennio successivo uno dei suoi libri di maggior successo di critica. Il "socialismo cristiano" di Silone non ammette compromessi con sovrastrutture e apparati; di lui così scriveranno i critici: «La corruzione della religione era tra le cose che più lo ferivano e lo muovevano a sdegno».
Nel maggio del 1960 viene pubblicato La volpe e le camelie, romanzo che si presenta come rifacimento di un vecchio racconto inserito ne Il viaggio a Parigi, dal titolo La volpe, opera forse non tra le sue più conosciute ma che, nonostante alcune critiche espresse dall'editore Alberto Mondadori riuscirà a vendere nella sua seconda edizione (1964), oltre 70 000 copie.
L'anno seguente prende parte a un convegno sulla letteratura araba contemporanea, di cui la rivista Tempo presente è tra gli organizzatori e intraprende un viaggio con la moglie nel Medio Oriente. Visitando la Terra santa, definisce quei luoghi, così simili a quelli dei suoi romanzi, «paesaggio dell'anima».
Nel 1962, dopo l'uscita della terza edizione de Il seme sotto la neve e de La scuola dei dittatori, saggio analitico del fascismo e più in generale dei totalitarismi, inizia la sua collaborazione con Il Resto del Carlino, su pressante invito di Giovanni Spadolini, proprio mentre le fortune economiche di Tempo presente iniziano a creare enormi difficoltà a Silone e Chiaromonte che riusciranno comunque a far uscire la rivista sino al 1968.
Nel 1963 diventa addetto culturale dell'ambasciata statunitense a Roma, nonostante le polemiche che c'erano state sui presunti finanziamenti occulti americani alla rivista Tempo presente, peraltro sdegnosamente smentite da Silone, vincendo per la prima volta una sorta di scetticismo a impegnarsi con gli americani stessi, che pur lo stimavano notevolmente come scrittore da un lato ma che lo avevano accusato di maccartismo dall'altro.

### Il riconoscimento della critica
Il 1965 è l'anno di pubblicazione di Uscita di sicurezza. È questa l'opera che inizia a dargli i primi reali riconoscimenti della critica italiana. Lo scrittore, sin dai tempi di Fontamara, apprezzatissimo e valutato positivamente all'estero, non aveva avuto che scarni riconoscimenti in Italia dove la critica lo bollava abbastanza sbrigativamente come autore della letteratura del "fuoriuscitismo" e incline a un atteggiamento moralistico e dallo scarso valore artistico.
Con Uscita di sicurezza, che si presenta come una sorta di "diario politico" ci si rende conto di avere a che fare con un personaggio diverso e non mancano le autocritiche di chi in passato lo aveva osteggiato.
A quest'opera di riabilitazione, ancorché tardiva, sfuggono tuttavia gli intellettuali di ispirazione marxista che, nonostante la coraggiosa presa di posizione in favore di Silone di Carlo Bo, non gli consentono di prendere parte al Premio Viareggio di quell'anno; significativa è la frase che, secondo alcuni, avrebbe pronunciato il presidente del premio letterario, Leonida Répaci che, parlando di Uscita di sicurezza e caldeggiando la sua esclusione dal premio letterario, avrebbe affermato espressamente: «Non si può premiare un libro che offende la memoria di Togliatti».
Molto più benevoli rispetto al passato si dimostrano invece i critici di ispirazione cattolica, che accolgono l'opera se non altro con compassata assenza di preconcetti. All'estero invece si continua a osannare lo scrittore abruzzese; così parla di Silone nel 1969, Irving Howe:«Ogni sua parola sembra avere una qualità speciale, un'impronta di fraterna, disincantata umanità. È veramente un po' un mistero che la critica letteraria con tutte le sue solennità, non ha mai ben penetrato: che un uomo, scrivendo così semplicemente e senza pretese, possa far sentire come inconfondibilmente suo tutto ciò che pubblica» e lo elogia anche Bertrand Russell accostandolo alle grandi personalità italiane di sempre.

A testimoniare il grande senso di autonomia del pensiero siloniano, ecco quanto il pescinese scrive in Uscita di sicurezza, a proposito del concetto di libertà, in lui sempre molto forte, sino a sfiorare per alcuni versi l'anarchismo:
Nel 1966 riceve la laurea honoris causa a Yale, negli Stati Uniti e sempre in quell'anno la RAI manda in onda una riduzione teatrale di Ed egli si nascose e un telefilm tratto da La volpe e le camelie. La popolarità di Silone, dopo anni di ostracismo, inizia a lievitare.

### Il Super Campiello
Ma la consacrazione definitiva di Silone in patria, ancorché tardiva, giunge con il 1968, anno in cui esce L'avventura d'un povero cristiano, il suo ultimo libro pubblicato in vita. Si tratta di uno scritto che reinterpreta, attualizzandola, la vicenda di Celestino V, forse il papa del "gran rifiuto" dantesco. Per approfondire le vicende del papa-eremita, Silone aveva lavorato alacremente per oltre un anno nel suo Abruzzo, tra Sulmona, Avezzano, L'Aquila e Pescasseroli con ricerche di documenti d'archivio e nonostante alcuni seri problemi di salute (fu ricoverato anche in ospedale).

Nella prima parte del libro lo scrittore pescinese ricostruisce proprio il suo percorso in terra d'Abruzzo, di cui decanta il sentore di quella purezza dell'ideale cristiano cui si sente profondamente legato. Così Silone descrive la Maiella, il monte che fece da scenario alle vicende di Pietro Celestino, narrate nel libro:
L'avventura d'un povero cristiano è un successo editoriale e di critica e grazie al libro Silone vince nel maggio del 1968, a Udine, il Premio Moretti d'Oro e il 3 settembre gli viene conferito a Venezia il Super Campiello. Lo scrittore, colpito ancora da un'indisposizione non può presenziare alla cerimonia di premiazione all'Isola di San Giorgio, ma si collega da casa grazie alla RAI.
La critica è quasi unanime nel considerare l'ultimo lavoro letterario prodotto come il punto più alto dell'intera produzione siloniana; la stampa comunista sembra invece continuare a ignorarlo. Il libro riceverà, quattro anni dopo la morte dello scrittore, anche il Campiello d'Oro dei vent'anni (1982).
Il 31 agosto 1969 l'Avventura trova la sua dimensione teatrale, peraltro presente volutamente nel testo, con la messa in scena del dramma celestiniano a San Miniato; seguirà una seconda rappresentazione il 21 gennaio 1971 ad Ancona.
Ma il 1968, anno di successi personali per Silone, oltre che di stravolgimenti politici che non lasciano indifferente lo scrittore, è anche l'anno in cui si chiude l'esperienza di Tempo presente che, per difficoltà economiche, sospende le sue pubblicazioni.

### Gli ultimi anni

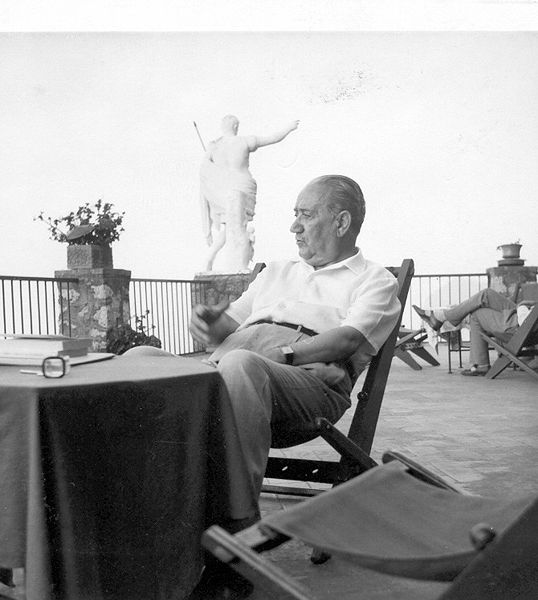
Ignazio Silone a Fiuggi nel 1970.

Il 19 marzo 1968 Silone è insignito del Premio internazionale di letteratura a Gerusalemme; l'anno seguente, in occasione del suo settantesimo compleanno, riceve numerose attestazioni di stima con articoli sui principali quotidiani italiani, con la pubblicazione di saggi e studi sullo scrittore e con un numero speciale della rivista Il Dramma che raccoglie testimonianze di scrittori e intellettuali di tutto il mondo e su cui lo stesso Répaci che, anni prima gli aveva negato il Premio Viareggio, ora dice di lui: «è uno dei massimi scrittori d'oggi ed è una vergogna l'averlo tenuto per decenni nell'ombra».
Gli viene conferita la laurea honoris causa all'Università di Tolosa con la seguente motivazione: «aver anticipato con la sua opera i problemi giovanili del maggio parigino»; a Parigi gli viene conferito nel 1971 il premio mondiale della letteratura "Del Duca" ma, dopo la premiazione è colto da malore e viene ricoverato. I suoi problemi di salute, aumentati a partire dal 1972 non gli consentono più frequenti spostamenti dalla sua casa romana di via Villa Ricotti dove vive con la moglie Darina, ma nonostante ciò continua a partecipare a dibattiti intellettuali e a scrivere.
Nel 1974 viene pubblicato su Oggi e domani, rivista pescarese, un suo racconto dal titolo Vita e morte di un uomo semplice. Nel 1977 è colpito da un'altra grave crisi del suo male, ma la moglie Darina lo porta a Fiuggi e il peggio viene scongiurato. Nello stesso anno Silone inizia a scrivere il suo nuovo romanzo, Severina, una storia di una ragazza orfana allevata in un convento che assiste a un corteo operaio in cui viene ucciso un manifestante. Ma lo scrittore non riesce a completare il romanzo; dopo il suo ritorno a Roma infatti, Silone si aggrava e il viaggio verso la clinica Florissant di Ginevra sarà l'ultimo della sua vita.

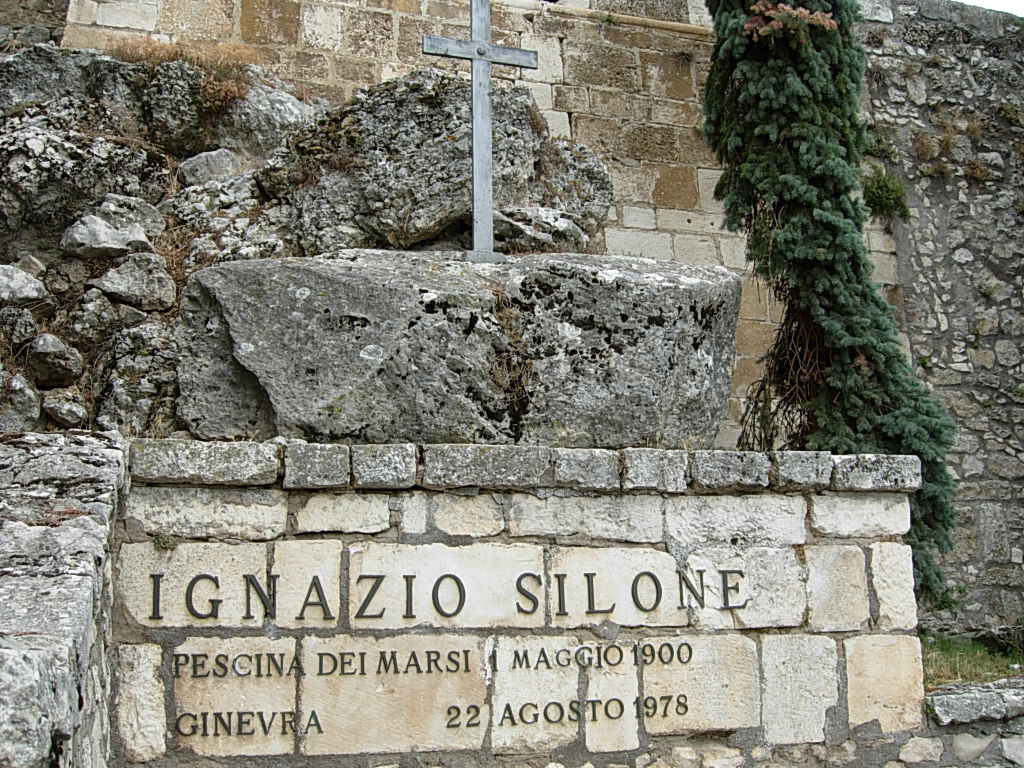
La tomba di Silone a Pescina alla base del campanile di San Berardo

Il 22 agosto 1978 Ignazio Silone muore nella clinica ginevrina e due giorni dopo le sue ceneri vengono trasportate a Pescina per essere poste nella tomba di famiglia. L'anno successivo le ceneri dello scrittore sono collocate nel luogo dove riposano tuttora, per adempiere alla sua richiesta:

Aveva detto qualche anno prima, in un'intervista in cui gli era stato chiesto se avesse paura della morte:
Tre anni dopo la morte del marito, nel 1981, Darina Laracy porta a termine il lavoro di revisione e completamento dell'ultimo romanzo, Severina, e lo dà alle stampe.
Nel 1990 gli viene attribuito il premio Procida-Isola di Arturo-Elsa Morante alla memoria.

## Le tematiche siloniane
Care a Silone sono senz'altro le tematiche di denuncia sociale e di impegno politico profondo di cui tutte le sue opere sono impregnate. Lo scrittore abruzzese è tra i primi, assieme a una nutrita schiera di scrittori anglosassoni, ad affrontare le tematiche sociali all'interno della forma narrativa del romanzo; ma Silone è portatore di tematiche contadine, laddove altri avevano invece analizzato il mondo operaio della società post-industriale. Emblematico di tutto ciò è ovviamente Fontamara, in cui la critica sociale emerge da uno sfondo di solidarietà e pietà cristiana, e accanto ad altri temi del periodo in cui il romanzo fu scritto, come lo spaccato della vita italiana nelle campagne nel periodo fascista, l'ignoranza dei "cafoni" e la loro assoluta distanza dalla politica, rappresentate con toni ora satirici ora più amari e disincantati.
Forti sono state le ripercussioni che le vicende personali dello scrittore hanno avuto su tutta la sua produzione letteraria. L'uscita forzata dal Partito Comunista, dopo la disillusione dello stalinismo, l'assunzione di posizioni di intransigenza e di rifiuto del compromesso con qualsiasi sovrastruttura costituita, accanto al ritrovato impegno culturale e politico prima come antifascista, poi come portatore di ideali di "socialismo cristiano", hanno fatto emergere spunti fortemente autobiografici in opere come Pane e vino, Il seme sotto la neve o Il segreto di Luca.
Il protagonista di Pane e vino ad esempio, il rivoluzionario Pietro Spina, si pone in forte antagonismo con il conformismo politico dello stesso partito in cui ha militato e da cui è stato espulso, e cerca quindi, disilluso, di recuperare quegli ideali di libertà e di solidarietà umana che erano alla base del suo credo, con un tentativo di ritorno quasi utopistico ai valori elementari dell'uomo.
Gli schemi narrativi siloniani, fatti di un linguaggio semplice, per certi versi poco letterario, sono sovente costruiti sulla base della salda cultura contadina da cui l'autore proviene e sono talvolta il risultato delle narrazioni delle storie di vita, delle leggende, delle credenze popolari apprese in età giovanile nel suo Abruzzo. È così ad esempio, che la rappresentazione quasi mitica dei "cafoni" fontamaresi, contrapposti in modo netto a tutte le altre componenti sociali, assume una valenza per certi aspetti inedita nella letteratura, essendo Silone il primo a presentare la realtà contadina del Mezzogiorno d'Italia non più come idilliaca e oleografica, ma amara, cruda e conflittuale, con tutto il suo disperato pathos di rassegnazione e di sacrificio. Così scrive ne Il seme sotto la neve: «La verità non è nella coscienza dei poveri, ma nella loro esistenza; essi vi sono murati, incorporati; da capo a piedi».
A conferma di ciò, è significativo il giudizio di Gustav Herling il quale rileva che «per Silone il metro di misura era la vita quotidiana, in particolare quella della regione dove era nato. Lì era la vera fonte del suo modo di ragionare».
Importanti sono i temi legati alla religione nella produzione siloniana, in particolare la rielaborazione degli ideali cristiani alla luce del dilemma tra la disobbedienza all'autorità gerarchica costituita (la Chiesa) e la coscienza di chi crede. Il cristianesimo di Silone non è dogmatico, ma è ispirato ai valori primitivi dell'amore disinteressato, dell'abbattimento delle diseguaglianze sociali, della lotta incessante all'ingiustizia, della solidarietà, del rifiuto di ogni compromesso, come emerge in modo emblematico ne L'avventura d'un povero cristiano, romanzo in cui l'autore presenta la figura di Celestino V come modello per il suo cristianesimo. Silone si rifà, in maniera utopica, alla figura del mistico Gioacchino da Fiore, come spiega in Uscita di sicurezza: «Presso i più sofferenti, sotto la cenere dello scetticismo, non s'è mai spenta l'antica speranza del Regno, l'antica attesa della carità che sostituisca la legge, l'antico sogno di Gioacchino da Fiore, degli Spirituali, dei Celestini».

## Giudizi
(Camilla Ravera)
(Thomas Mann, dopo aver letto Fontamara)
(Gilbert Sigaux)
(Albert Camus)
(Carlo Bo, 1º agosto 1965)
(Guido Piovene)
(Heinrich Böll)
(Indro Montanelli, 5 giugno 1965)
(Sandro Pertini)
(Gustaw Herling-Grudziński)

## Opere

### Romanzi
- Fontamara (1933), Zurigo, Dr. Oprecht & Helbling A-G, 1933; Basilea 1934 (in tedesco); Zurigo-Parigi, Nuove edizioni italiane, 1933 (in italiano); Roma, Faro, 1947; Milano, A. Mondadori 1949.
- Pane e vino, Zurich, Verlag Oprecht, 1936 (in tedesco); London, J. Cape, 1937 (in inglese); Lugano, Nuove edizioni di Capolago, 1937 (in italiano). Prima edizione in Italia, riveduta col titolo di Vino e pane, Milano, A. Mondadori, 1955.
- Il seme sotto la neve (1941), Zurigo-New York, Oprecht, 1942 (in tedesco); Lugano, Nuove edizioni di Capolago, 1942 (in italiano); Roma, Faro, 1945; Milano, A. Mondadori 1950; ed. interamente riveduta, Mondadori, 1961.
- Una manciata di more, Milano, A. Mondadori, 1952.
- Il segreto di Luca, Milano, A. Mondadori, 1956.
- La volpe e le camelie, Milano, A. Mondadori, 1960; col racconto La volpe e un saggio critico di Andrea Paganini, Poschiavo, L'ora d'oro, 2010, ISBN 978-88-904405-4-0.
- L'avventura d'un povero cristiano, Milano, A. Mondadori, 1968. [vincitore del Premio Campiello]
- Severina, a cura e con testi di Darina Silone, Milano, A. Mondadori, 1981.

### Racconti
- Viaggio a Parigi (novelle inedite) (Die Reise nach Paris, 1934), Introduzione di Vittoriano Esposito, Prefazione di Domenico Susi, trad. di Silvia Carusi, a cura di Carlo E. Bazzani, Pescina, Centro Studi Siloniani, 1992.

### Saggistica
- Il fascismo. Origini e sviluppo (Der Faschismus: seine Entstehung und seine Entwicklung), Zurigo, 1934.
- La scuola dei dittatori (a cura di Jakob Huber, Zürich, 1938), Milano, Mondadori, 1962.
- contributo in: AA.VV., Testimonianze sul comunismo (il dio che è fallito) (1949), Introduzione di Richard Crossman, Milano, Edizioni di Comunità, marzo 1950; col titolo Il Dio che è fallito. Testimonianze sul comunismo, II ed., Edizioni di Comunità, gennaio 1957; Prefazione di Francesco Ciafaloni, Collana Saggi, Milano, Bompiani, 1980; Prefazione di Giorgio Bocca, Milano, Baldini & Castoldi, 1992; Roma, Edizioni di Comunità, 2019.
- Uscita di sicurezza, Collana Testimonianze n.3, Roma, Comitato italiano per la libertà della cultura, 1950; ed. aumentata, Firenze, Vallecchi, maggio 1965; Milano, Longanesi, 1971-1980; Milano, Mondadori, 1980-2025.
- L'Avvenire dei Lavoratori (1944-45), ristampa anastatica a cura di S. Merli e G. Polotti, Milano, Istituto Europeo di Studi Socialisti, 1992.
- A Conversation in Paris, The Anchor Review, Number One of a Series, Garden City, New York, Doubleday Anchor Books, 1955.
- Memoriale dal carcere svizzero (1942), a cura di Lamberto Mercuri, Cosenza, Lerici, 1979.
- Gli articoli di «Information» (Zurigo 1932-1934), trad. di Lelio Clemonte, a cura di Maria Antonietti Morettini Bura, Perugia, Università per Stranieri, Guerra, 1994.
- Esami di coscienza, a cura di Francesco De Core, Roma, e/o, 2000.
- Le cose per cui mi batto. Scritti su cultura e politica, a cura di Alessandro Bresolin, Santa Maria Capua Vetere, Spartaco, 2004.

### Teatro
- Ed egli si nascose, Zurigo-Lugano, 1944; Roma, Documento, 1945; nella rivista «Teatro», nn. 12-13, 1º luglio 1950.
- L'avventura d'un povero cristiano (dall'omonima opera narrativa), in "Il Dramma", 12 settembre 1969.

### Altri scritti
- Prefazione a: The Living Thoughts of Mazzini, 1939 (in inglese); sulla rivista Il Ponte, 1949 (in italiano).
- L'eredità cristiana: l'utopia del Regno e il movimento rivoluzionario, Conferenza tenuta a Roma nel 1945.
- Sulla dignità dell'intelligenza  e l'indegnità degli intellettuali, discorso agli scrittori del PEN Club riuniti a Basilea, in "La Fiera Letteraria", 3 luglio 1947.
- L'Abruzzo, in "Abruzzo e Molise" ("Attraverso l'Italia", XIV), Milano, Touring Club Italiano, 1948.
- Nei bagagli dell'esule, saggio in: AA.VV., Esperienze e studi socialisti, 1954.
- La scelta dei compagni, Torino, "Quaderni dell'Associazione Culturale Italiana", 1954.
- La narrativa e il sottosuolo meridionale, in "Quaderni di prospettive meridionali", Roma, 1956.
- Un dialogo difficile, epistolario con Ivan Anissimov, Roma, Opere Nuove, 1958.
- Le Nuove Edizioni di Capolago e gli anni di guerra, volume in onore di Egidio Reale, La Nuova Italia, 1961.
- Prefazione a: Blasco: la riabilitazione di un militante rivoluzionario, di Alfredo Azzaroni, Edizioni Azione Comune, 1962.
- Ecco perché mi distaccai dalla Chiesa, in "La Discussione", 31 ottobre 1965, e in "La Fiera Letteraria", 7 novembre 1965.

### Poesie
- 3 poesie di Silone incluse da Hanns Eisler: Deutsche Sinfonie,

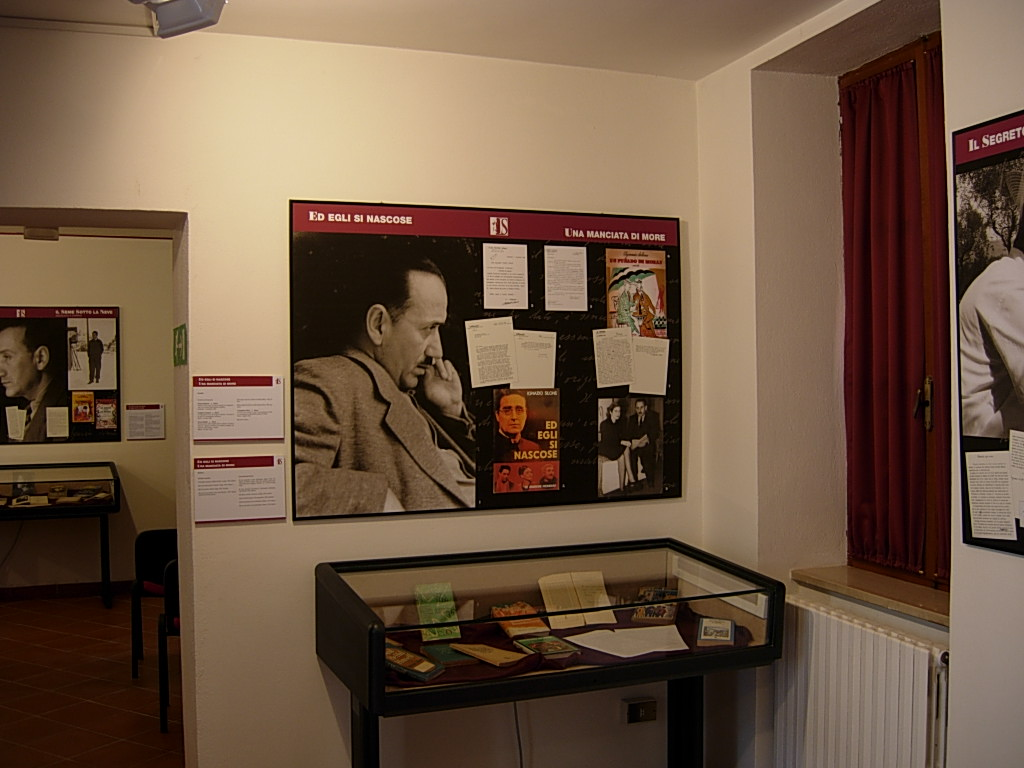
Una sala del Museo Silone

## Archivio
Le carte dello scrittore abruzzese sono conservate a Firenze presso la Fondazione di Studi Storici "Filippo Turati". Il fondo si compone di 44 buste, divise in 267 fascicoli, con una raccolta di fotografie e alcuni filmati.
Sia l'archivio sia la biblioteca costituita da quasi 4 000 volumi catalogati, furono donati alla fondazione da Darina Laracy, il 23 settembre 1985; in particolare, la documentazione archivistica, riordinata e inventariata dallo stesso Silone quando era in vita, era stata definita "di notevole interesse storico" nel 1979, con provvedimento della Sovrintendenza archivistica per il Lazio.

## Casa museo Ignazio Silone
Il museo dedicato allo scrittore, ospitato inizialmente nel teatro San Francesco di Pescina, è stato realizzato grazie alle donazioni del 2000 di Darina Laracy e inaugurato il 1º maggio 2006, per volontà del Centro Studi Ignazio Silone, del comune di Pescina e grazie al contributo della Sezione di Archivio di Stato di Avezzano. Dal 2021 lo spazio museale è stato riallestito nella casa natale dello scrittore, nel centro storico di Pescina.
Il percorso museale, con carattere cronologico, ripercorre le tappe principali della vita di Silone, attraverso le sue opere letterarie, i documenti d'archivio e alcuni oggetti personali; vengono rivisitati con documenti e immagini anche alcuni importanti avvenimenti storici che fecero da cornice alla vita dello scrittore. Lo spazio museale ha l'obiettivo di ricordare l'opera letteraria, politica e intellettuale dello scrittore.
Tra gli oggetti conservati presso il museo, l'archivio, la biblioteca, le foto, oggetti personali, i documenti relativi ad alcuni personaggi cari a Silone, lettere e carte autografe, oltre a numerose edizioni in lingua straniera delle sue opere letterarie.

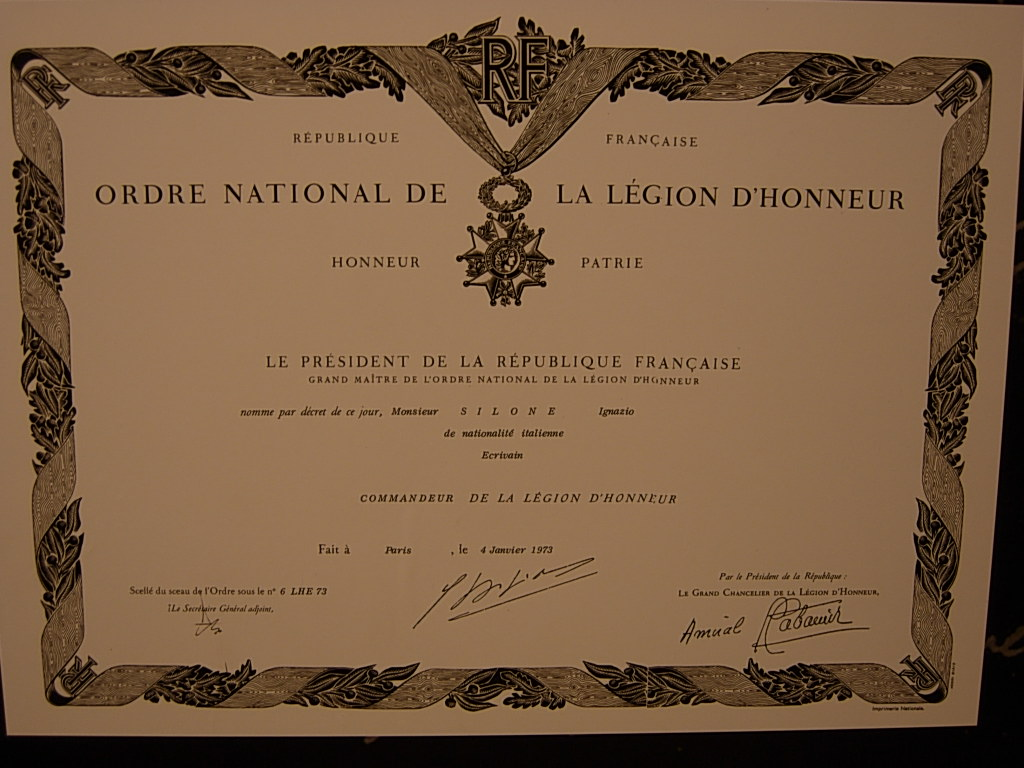
La Legion d'Onore conferita a Silone

## Premi e riconoscimenti
- Premio Marzotto per Uscita di sicurezza, 1965.
- Laurea honoris causa, Università di Yale, 1966.
- Premio Moretti d'Oro per L'avventura d'un povero cristiano, 1968.
- Premio Campiello per L'avventura d'un povero cristiano, 1968.[61]
- Laurea honoris causa, Università di Tolosa, 1969.
- Premio Internazionale di Letteratura Gerusalemme, 1969.
- Premio mondiale Cino Del Duca, Parigi, 1971.[62]
- Laurea honoris causa, Università di Warwick, 1972.
- Penna d'Oro per la letteratura della Presidenza del Consiglio dei ministri, 1973.
- Gottfried-Keller-Preis, 1973.
- Premio Campiello d'oro dei Vent'anni, postumo, 1982.

## Cinema
Piero Schivazappa, Ottavio Spadaro e Diego Fabbri realizzarono tra il 1969 e il 1974 gli sceneggiati tratti dai romanzi siloniani Vino e pane, Il segreto di Luca e L'avventura d'un povero cristiano trasmessi dalla Rai.
Nel 1977 è stata prodotta la versione cinematografica di Fontamara, con Michele Placido come attore protagonista e Carlo Lizzani come regista. Nel 1983 Lucio De Caro realizzò con la stessa opera uno sceneggiato per la Rai in quattro puntate.